# Le Bus magique
Le Bus magique (The Magic School Bus) est une série télévisée d'animation américaine en 52 épisodes de 25 minutes, créée d'après la série de livres éponyme de Joanna Cole et diffusée entre le 10 septembre 1994 et le 6 décembre 1997 sur le réseau PBS.
Au Québec, la série a été diffusée à partir du 9 mars 1995 sur Canal Famille puis rediffusée à partir du 8 septembre 1997 sur Télétoon, sur TFO et à partir du 11 septembre 2006 à Télé-Québec. En France, à partir du 19 février 1996 sur France 3, puis sur TF1, Canal J, Télétoon+, TiJi, France 5 et la première saison rediffusée sur Netflix Belgique à partir du 20 mars 2015 sur les écrans belges francophones, la série était diffusée sur Club RTL.
Une suite, intitulée Les Nouvelles Aventures du bus magique, est diffusée sur Netflix France depuis le 29 septembre 2017.
Une suite possible se trouve dans un livre où la classe de Mlle Bille-en-Tête déménage sur une île.

## Synopsis
À bord d'un bus pas comme les autres, Mlle Bille-en-Tête et sa classe vivent des aventures extraordinaires.

## Fiche technique
- Producteur superviseur : Kristin Laskas Martin
- Producteurs : Vince Commisso et Hasmi Giakoumis
- Producteurs exécutifs : Alison Blank et Jane Startz
- Producteur coordinateur : Karen Stevens
- Réalisations : Charles E. Bastien et Larry Jacobs
- Scénaristes : Jocelyn Stevenson, Brian Muehl, George Arthur Bloom, John May, Kristin Laskas Martin, Robert Schechter et Libby Hinson
- Musique du générique : Little Richard (Michel Barouille en VF)

## Distribution

### Principales
| Personnage            | Acteur original                       | Doublage français 1995                                                | Doublage belge 2015 (S1) |
| --------------------- | ------------------------------------- | --------------------------------------------------------------------- | ------------------------ |
| Valérie Bille-en-Tête | Lily Tomlin                           | Hélène Chanson                                                        | Monia Douieb             |
| Arnaud Perlstein      | Amos Crawley puis Danny Tamberelli    | Christophe Lemoine (saisons 1 à 3) puis Brigitte Lecordier (saison 4) | Ioanna Gkizas            |
| Carlos Ramon          | Daniel DeSanto                        | Alain Bérard (saisons 1 à 3) puis Hervé Grull (saison 4)              | Sylvain Pottiez          |
| Anne-Sophie           | Tara Meyer                            | Alexandra Garijo (2ers épisodes) puis Patricia Legrand                | Marie du Bled            |
| Keesha Franklin       | Erica Luttrell                        | Caroline Pascal puis Alexandra Garijo (saison 4)                      | Shérine Seyad            |
| Ophélie               | Maia Filar                            | Marie-Eugénie Maréchal                                                | Béatrice Wegnez          |
| Raphaël Tennelli      | Stuart Stone                          | Donald Reignoux puis Brigitte Lecordier (saison 3)                    | Émilie Guillaume         |
| Thomas                | Andre Ottley-Lorant puis Max Beckford | Adrien Antoine (saisons 1 à 3) puis Charles Pestel (saison 4)         | Arthur Marbaix           |
| Véronique             | Lisa Yamanaka                         | Charlyne Pestel puis Karine Foviau                                    | Sophie Pyronnet          |
| Le producteur         | Malcolm-Jamal Warner                  | Olivier Korol                                                         | Stéphane Pelzer          |

### Secondaires
Tous les noms français de ces personnages sont à définir sauf pour Jeannette.
- Renessa Blitz (2015 - VFB (S1): Raphaëlle Bruneau) : Jeannette
- Dolly Parton : Katrina Eloise « Murph » Murphy
- Wynonna Judd : Molly Cule
- Paul Winfield : Mr. Ruhle
- Tyne Daly (2015 - VFB (S1): Béatrice Didier) : Dr Tennelli
- Tony Randall : Radius Ulna Humerus
- Dan Marino : Mr. Garth Sinew (VF : Thierry Wermuth)
- Herman (2015 - VFB (S1): Stéphane Pelzer)
- Larry (2015 - VFB (S1): Stéphane Pelzer)
- Productrice (2015 - VFB (S1): Béatrice Didier)
- Pêcheuse (2015 - VFB (S1): Béatrice Didier)
- Bella (2015 - VFB (S1): Béatrice Didier)
- Rana (2015 - VFB (S1): Béatrice Didier)

## Épisodes
Veuillez noter que les épisodes sont répertoriés dans le formulaire de commande de production.

### Première saison (1994)
1. Égarés dans l'espace (Gets Lost in Space)
2. Des poissons et des hommes (Gets Eaten)
3. Que les forces soient avec toi (Plays Ball)
4. Un gâteau d'anniversaire (Gets Ready, Set, Dough)
5. Qui sème le vent récolte la tempête (Kicks Up a Storm)
6. Prenez-en de la graine (Goes to Seed)
7. Vol au-dessus d'une fourmilière (Gets Ants In Its Pants)
8. Une amitié croissante (Hops Home)
9. Concerto pour un bus magique (In the Haunted House)
10. Tous à Table (For Lunch)
11. La confrérie de la vielle souche (Meets the Rot Squad)
12. Le malade extraordinaire (Inside Ralphie)
13. Les élèves studieux ont le droit au désert (All Dried Up)

### Deuxième saison (1995)
1. Dans le ventre du volcan (Blows Its Top)
2. Docteur Rafistein (Flexes Its Muscles)
3. Le Bus papillonne (Butterfly and the Bog Beast)
4. Le Buso-saurus (The Busasaurus)
5. À l'eau le bus (Wet All Over)
6. Un Bus bien conservé (In a Pickle)
7. Pied au plancher (Revving Up)
8. Le Bus décolle (Taking Flight)
9. Le Bus a les crocs (Going Batty)
10. Une classe énergique (Getting Energized)
11. Le capitaine Bille-en-Tête à l'équipage (Out of This World)
12. Il y a un lézard (Cold Feet)
13. De l'eau et des bas (Ups and Downs)

### Troisième saison (1996)
1. L'expédition au pôle Nord (In The Arctic)
2. La toile d'araignée (Spins a Web)
3. Une histoire constructive (Under Construction)
4. Une histoire mielleuse (In a Beehive)
5. Le Bus fait son cinéma (Gets a Bright Idea)
6. L'archéologie, ça creuse (Shows and Tells)
7. Le Bus en voit de toutes les couleurs (Makes A Rainbow)
8. Où pêche-t-il toutes ces idées ? (Goes Upstream)
9. Travail d'équipe (Works Out)
10. Une nouvelle vie (Family Holiday Special)
11. Graine de star (Gets Planted)
12. Le grand système (In The Rain Forest)
13. Tant va la roche à l'eau (Rocks and Rolls)

### Quatrième saison (1997)
1. La preuve par n'œuf (Cracks a Yolk)
2. Quelle vie de moule (Goes to Mussel Beach)
3. Pression ! Pression ! (Goes on Air)
4. Contre boues et marais (Gets Swamped)
5. Le Bus cellulaire (Goes Cellular)
6. Jusqu'au plus petit morceau (Meets Molly Cule)
7. Bille-en-Tête dans les étoiles (Sees Stars)
8. Le bus prend du poids (Gains Weight)
9. Le coup de foudre de Mlle Bille-en-Tête (Gets Charged)
10. Le flagrant délit de Janet (Makes a Stink)
11. La pêche au trésor (Takes a Dive)
12. Dans la jungle des villes (In The City)
13. Le Bus a des puces (Gets Programmed)

## Personnages

### Majeurs
- Mademoiselle Valérie Bille-en-Tête (Valerie Felicity Frizzle) est institutrice à l'école primaire de Walkerville. Elle porte des tenues peu usuelles et toujours en rapport avec le sujet de chaque aventure, de même que ses boucles d'oreille qui s'illuminent à chaque fois qu'elle imagine le futur voyage d'études à bord du Bus magique. Elle est toujours sereine face au danger et considère souvent qu'il faut « prendre des risques et faire des erreurs » pour apprendre. Il semblerait que seuls les membres de sa famille ont des moyens de transport magique comme le Bus, son ancêtre Barbe rouge avait un galion espagnol magique qui pouvait se transformer comme le bus.

- Lise (Liz) est le caméléon Trioceros jacksonii domestique de la classe bien que tous parlent de lézard en ce qui la concerne. Elle accompagne les élèves et Mlle Bille-en-Tête dans la plupart des classes de découverte, où elle se met souvent dans des situations comiques plus ou moins dangereuses. Il lui arrive également d'être jalouse du bus, lorsque celui-ci reçoit plus d'attention qu'elle-même. Malgré cela elle est très intelligente pouvant conduire le bus d'elle-même et le faire fonctionner à la perfection.

- Arnaud (Arnold Matthew Perlstein) est le seul élève de la classe qui n'apprécie pas les voyages d'étude et répète souvent « J'aurais mieux fait de rester chez moi aujourd'hui. » Il est à cet égard considéré comme une espèce de « poule mouillée », mais il est en réalité plus intelligent et courageux que ce que ses amis ne lui prêtent. Passionné de géologie, l'on apprend dans l'épisode Le Bus cellulaire qu'il est même le premier enfant à faire partie du Grand Rassemblement Amical et National et des Inconditionnels de la Terre (GRANIT) et à recevoir la « roche d'honneur » qui récompense les plus grands experts en géologie.

- Carlos (Carlos Ramon) est le clown de la classe, toujours en train de faire un jeu de mots ou de blaguer sur la situation dans laquelle se retrouve le groupe. Il apprend grâce à la pratique, et préfère inventer des appareils divers, tel qu’un récupérateur de pluie dans Qui sème le vent récolte la tempête ou un instrument de musique inventé dans Concerto pour un Bus magique, plutôt qu'apprendre dans les livres.

- Anne-Sophie (Dorothy Ann  D.A. Hudson) est le rat de bibliothèque de la classe, toujours à rechercher un fait dans l’un de ses nombreux livres. Aussi est-elle parfois en désaccord avec Carlos, lui étant beaucoup plus « terre à terre ». Elle s'appelle « Anne-Laure » dans les romans. Passionnée d'astronomie elle parvient à détecter un astéroïde dans l'épisode Le capitaine Bille-en-Tête.

- Kisha (Keesha Franklin) est considérée par certains comme l’élève la plus pondérée, la plus autoritaire et la plus réaliste de la classe, mais aussi, en général, la plus sarcastique. À cause de son réalisme, elle se dispute régulièrement avec Raphaël, lequel tend à vivre dans son imagination.

- Ophélie (Phoebe Terese) est la nouvelle de la classe de Mlle Bille-en-Tête ; elle fait toujours allusion à ce qui se passait dans son ancienne école. Bien qu'étant la « bonne Samaritaine » de la classe, elle semble aussi un peu timide : on apprend dans l'épisode Graine de star que la plus grande de ses peurs est le trac. Ophélie est une militante pour les droits des animaux ; l'épisode Le Buso-saurus laisse entendre qu'elle a le béguin pour Arnaud. Sa réplique récurrente est « Dans mon ancienne école, … », qu'elle tourne habituellement de telle façon à souligner à quel point leurs excursions scolaires sont peu communes.

- Raphaël (Ralphie Tennelli) est l’athlète de la classe. Pendant les cours, il aime rêvasser. Il pratique beaucoup de sports : le football, le basket-ball, le hockey et le baseball sont ceux qu'il préfère. Raphaël est d'origine italienne : lors de l'épisode De l'eau et des bas, il parle des calzones de sa mère qui « restent sur l'estomac » (go down like rocks). Il déteste les anchois que son père met sur les pizzas pour justement l'empêcher de les manger. Dans la version originale de la série, la voix de Raphaël a radicalement changé du fait de la puberté de Stuart Stone que ce dernier traversait alors. Sa réplique récurrente est « C'est moi ou bien … ? ».

- Thomas (Tim Wright) est l’élève le plus observateur et le plus artistique de la classe. Il n’est pas forcément le plus calme des élèves, et on le trouve souvent en train de dessiner quelque chose (tel que Lise posant sur un cratère de Mercure ou sa bande dessinée inspirée de Raphaël Les Aventures de Super Météo). Son grand-père possède un site d'apiculture à l'extérieur de Walkerville et a comme petit boulot de livrer du miel au début de l'hiver. Tout comme celui de Anne-Sophie, son nom de famille n’est jamais mentionné. Thomas a vraiment la tête sur les épaules, comme le montre sa coupe en brosse. Avec Kisha c'est le personnage le moins impliqué dans les histoires leurs caractères n'étant pas souvent précisés.

- Véronique (Wanda Li) est le garçon manqué de la classe. Elle est turbulente, mais aime le sport et la danse classique. La plupart du temps elle n'a pas froid aux yeux et répète souvent à ses camarades qu'ils sont « trouillards » ou « froussards ». Quand ces-derniers sont réticents, elle dit aussi souvent « mais où est donc passé votre esprit d'aventure? ». L'épisode Une histoire constructive se déroule à son domicile, en présence également de son petit frère William. Sa phrase fétiche quelle répète quand elle panique est « Qu'est ce qu'on va faire ».

- le Bus : en général, le Bus est entièrement aux ordres de Mlle Bille-en-Tête. Il obéit également parfois à Lise ou à quelques élèves, mais dans certains épisodes, agit de manière indépendante voire irrationnelle. Plusieurs mécanismes lui permettent de changer de taille ou de forme, ou même de remonter le temps. Il est très personnifié avec notamment des yeux au niveau des phares, ainsi qu'une bouche au niveau du pare-chocs. Parfois la personnification est accentuée, comme dans l'épisode Concerto pour un bus magique dans lequel Mlle Bille-en-Tête lui prend la fièvre en lui insérant un thermomètre géant dans la bouche à la suite d'une surchauffe du moteur.

### Mineurs
- Jeannette (Janet) : Autoritaire et je-sais-tout, la cousine de Arnaud n'est pas vraiment populaire parmi ses camarades de classe. Jeannette tente généralement de saboter la classe d'une manière ou d'une autre pour son propre profit. Initialement, elle fait son apparition dans l'épisode Égarés dans l’espace où il était alors indiqué qu'elle était dans une autre école. Dans la série télévisée, elle est apparemment dans une autre classe plutôt qu'une autre école. Elle apparaît au total six fois dans la série. Dans les livres, elle s'appelle Julie et a le même caractère.
- Mikey Ramon : Petit frère de Carlos, paraplégique, qui est un génie de la mécanique et de l'informatique. Âgé d'à peine deux ans de moins que Carlos, ils semblent proches. Carlos l'appelle lorsque la classe a besoin d'aide (dès qu’un problème mécanique se présente). Mikey ayant tendance à tout savoir, cela agace beaucoup ses camarades de classe. Généralement, il pense qu'il peut faire mieux que tout le monde en raison de son intelligence supérieure. Contrairement à son frère et à son père, Mikey ne fait pas de jeux de mots énervants.
- Muriel Olivia Ursula "Mousse" (Katrina Eloise Murphy) : Très proche cousine de Mlle Bille-en-Tête, elle possède et exploite l'usine de recyclage Murph's. Elle enseigne à la classe l’importance du recyclage dans l'épisode Une nouvelle vie.
- Molly Cule : Une célèbre chanteuse de rock et une des Frizzlettes originales (Mlle Bille-en-Tête et elle ayant joué dans le même groupe de rock par le passé). Elle est la chanteuse préférée de Véronique, et la classe a eu la tâche de laver sa voiture dans l'épisode Jusqu'au plus petit morceau. Ce titre est par ailleurs celui du tube du moment de la chanteuse, que Molly Cule interprète à la fin de l'épisode sur scène avec les élèves.
- Monsieur Ruhle : Appelé Monsieur Règlement dans les premiers épisodes, il est le principal de l’école élémentaire de Walkerville et apparaît dans l'épisode le Bus en voit de toutes les couleurs où il parie avec Mlle Bille-en-Tête sur sa capacité à battre le « flipper couleurs » qu'elle et Lise ont conçu. Il est également expert sur les poulets, détenant lui-même un coq rouge de l'île de Crête domestique nommé « Boyau » (Giblets), qu'Anne-Sophie laisse malencontreusement s'échapper dans l'épisode La preuve par n'œuf.
- Docteur Tennelli : Mère de Raphaël, qui pour sa première apparition dans Le malade extraordinaire où elle trouve que l'émission que la classe est en train de tourner dans le corps de Raphaël, alors malade, parait très réel. Alors que Raphaël tente de faire une blague, elle lui répond « même tes blagues sont malades ».
- Monsieur Ramon : Père de Carlos et Mikey, il est aussi blagueur que son fils Carlos tout en inventant des jeux de mots sur la situation, ce qui peut énervé les autres parents d’élève.
- Radius Ulna Humerus : Mécanicien de Mlle Bille-en-Tête, il apparaît dans Docteur Rafistein et fournit le M.I.K.E. pour aider les enfants à construire le "Raphaël Robot" (Ralphiebot). Il insiste sur le fait qu’on l’appelle RU.
- Monsieur Gary Sinew (Garth Sinew) : Un fort et musclé professeur de sport à l’école élémentaire de Walkerville. Il sera le concurrent de Mlle Bille-en-Tête lors d'une compétition de triathlon dans Travail d'équipe.
- Archibald Science-Nat : C'est l'ancien instituteur d'Ophélie dans son ancienne école. Il est amoureux de Mlle Bille-en-Tête et il semble bien aimer les plantes.

## Vidéos

### Zone 2 (France)
Ces volumes ont déjà été publiés par le passé, courant 2005. Pour leur récente réédition, ils n'ont subi aucun changement, puisque même les noms ont été conservés. Quant aux aventures contenues dans les disques, ce sont également les mêmes.
| Épisodes | Support | Appellation           | Sortie         | Commentaires |
| -------- | ------- | --------------------- | -------------- | ------------ |
| 2        | DVD (1) | La mer et ses secrets | 3 février 2009 | Volume 1     |
| 2        | DVD (1) | Le corps humain       | 3 février 2009 | Volume 2     |
| 2        | DVD (1) | Le monde animal       | 3 février 2009 | Volume 3     |
| 2        | DVD (1) | Notre planète terre   | 3 février 2009 | Volume 4     |

## Dérivés

### Romans
Il existe une importante série de livres pour enfants éditée par "Bayard Jeunesse" qui est régulièrement complétée depuis 2005.
Ces ouvrages sont rédigés par les auteurs Joanna Cole et Bruce Degen. La traduction française est effectuée par Éric Chevreau.
| Tome | Appellation (FR)                       | Pages | Sortie (FR)      |
| ---- | -------------------------------------- | ----- | ---------------- |
| 1    | Attention aux dinosaures !             | 92    | 10 mars 2005     |
| 2    | Objectif Mars                          | 92    | 10 mars 2005     |
| 3    | Baleines droit devant !                | 96    | 10 mars 2005     |
| 4    | Où sont passés les os des squelettes ? | 90    | 10 mars 2005     |
| 5    | Les microbes attaquent !               | 93    | 9 juin 2005      |
| 6    | La chasse aux chauves-souris           | 90    | 6 octobre 2005   |
| 7    | Alerte aux requins !                   | 91    | 23 février 2006  |
| 8    | Au cœur des tornades !                 | 76    | 18 mai 2006      |
| 9    | Sur la piste des kangourous            | 91    | 21 août 2006     |
| 10   | Opération Insectes                     | 93    | 8 février 2007   |
| 11   | Pris dans la glace                     | 93    | 20 avril 2007    |
| 12   | Aimants en folie !                     | 76    | 28 juin 2007     |
| 13   | Plongée dans les mers du Sud           | 92    | 15 novembre 2007 |
| 14   | Cap sur l'Antarctique !                | 94    | 21 février 2008  |
| 15   | Au pied des volcans                    | 92    | 25 août 2008     |
| 16   | Qui mange qui ?                        | 91    | 11 décembre 2008 |
| 17   | Le marathon des couleurs               | 92    | 12 février 2009  |
| 18   | Coup de tonnerre !                     | 92    | 25 mai 2009      |
| 19   | La ferme aux papillons                 | 90    | 13 novembre 2009 |
| 20   | Virée au Grand Canyon !                | 88    | 1er avril 2010   |